# Дарниця (вагонне депо)
Вагонне депо́ «Дарниця» (ВЧД-5) — одне з 7 вагонних депо Південно-Західної залізниці. Розташоване поблизу однойменній станції.

## Основний профіль депо та можливі послуги
- технічне обслуговуння, поточний ремонт з відчепленням, деповський ремонт вагонів власності УЗ;
- технічне обслуговуння, поточний ремонт з відчепленням, деповський ремонт та приватних вагонів.